# Relyante
Relyante Motor Works war ein britisches Unternehmen im Bereich des Automobilbaus.

## Unternehmensgeschichte
Das Unternehmen aus Walthamstow bei London begann 1903 mit dem Import sowie der Produktion von Automobilen. Im gleichen Jahr endete die Produktion bereits wieder. Die Verbindung zur Relyante Motor Works Ltd, die 1905 im gleichen Stadtteil eröffnete, ist nicht bekannt.

## Fahrzeuge

### Importe
Das kleinste Modell war ein Lacoste & Battmann mit einem Einzylindermotor von 6 bis 6,5 PS Leistung. Außerdem stand ein Zweizylindermodell von Automobiles Delahaye mit 12 PS im Angebot. Auch ein Dampfwagen von Gardner-Serpollet mit 10 PS Leistung wurde angeboten.

### Produktion
Ein Modell kann keinem Importmodell zugeordnet werden. Es wurde vermutlich bei Relyante hergestellt. Dabei handelte es sich um ein großes Fahrzeug mit einem Vierzylindermotor und Kardanantrieb. Als Fahrgestell diente ein Stahlrahmen. Als Karosserieform war ein Tonneau vorgesehen.